# 12RIVEN -the Ψcliminal of integral-
《12RIVEN -the Ψcliminal of integral-》，是一款在2008年3月13日發行的PlayStation 2遊戲，簡稱「12RIVEN」或「12R」。PC版在同年4月4日推出。原為「infinity」系列的第四作，不過製作的KID公司於2006年12月結業，令遊戲開發一度中斷；直至2007年2月CyberFront公司購入KID公司遊戲代理版權，並繼續開發本遊戲，令本作能夠順利推出。繁體中文化版本發行權由台灣光譜資訊获得，暫定於2008年第二季發行。簡體中文版則由北京娛樂通放棄代理后，由北京光譜資訊代理,2009年9月30日以12r跳跃的时空的名称发售。和前作Remember11的简体中文版一样，本简体中文版基于PlayStation 2模拟器。值得注意的是，在安装光盘中含有两个疑似古月引擎脚本的文本程序，声称编写于2009年9月17日，作者为胡颖卓和北京娱乐通。这说明娱乐通公司也参与了本作的中文化工作。本作及infinity系列三作的PC版的合集《Infinity Plus》亦同時發售，而其PlayStation Portable版本則在2009年4月在日本地區發行。
本作沿用了前作的雙主線同時進行的方式，在遊戲的初期會以不斷切換視角的方式進行著故事，之後則根據選擇的不同，進入鍊丸線及鳴海線兩者之一。在兩條路線都走過之後便會開啟最終章的{\displaystyle \int }路線。

## 劇情
「阻止第貳日蝕計畫」
2012年5月20日，高中生雅堂鍊丸及公安12課特殊搜查官三島鳴海各收到了一封簡訊：有一名叫做「繆」的少女將被殺害，時間是當天中午，地點則是在「integral的最上層」。趕到了現場的兩人，在那裡看到的卻是使用著前所未聞，稱做「Ψ」的超能力的一群人。

## 登場人物

### 初期介紹

#### 主要角色
雅堂 鍊丸（Miyabidō Renmaru）
本作主角之一，個性冷靜沉著，但在緊要關頭時也是一位願意為保護所愛之人而賭上性命的熱血男兒。在和繆分開八年後，突然收到一封繆將受到性命威脅的簡訊，使他趕往integral的最上層，但卻在救出繆的途中來到了無人的世界。
三島 鳴海（Mishima Narumi）
本作主角之一，是個豪邁隨性的女生。隸屬於公安12課，是個很少人知道的組織。患有超強記憶症候群(CPS)，能將一切看過聽過的事物連小細節都全部記起來且加以重現。原本正在追查志村俱樂部，但來自同屬12課的晚輩真琴的一封簡訊使她也捲入了這次事件當中。
霧寺 冥（Kiritera Mei）CV：松風雅也
在integral最上層準備殺害繆的理文六高學生。個性冷酷，不容易顯露出表情。同樣有著超能力Ψ。帶領著稱做「Ψcliminal」的超能力組織，進行著「第貳日蝕計畫」。

#### 鍊丸側
高江 繆（Takae Myū）CV：野中藍
是位充滿稚氣，天真爛漫的少女。和鍊丸是青梅竹馬。有著被稱為Ψ的超能力，但和鍊丸分開後一直封印著這個能力。充滿著好奇心，但常常捲入危機後又手足無措，是個令人擔心卻又想保護的少女。很容易和大家打成一片。
舞菜（Maina）CV：佐藤利奈
鍊丸和繆進入無人的世界時遇見的女子。學識十分豐富，反應也很快。自稱是小說家。
星野 遊遊（Hoshino Yūyū）CV：小林優
鳩鳴館女子學院(Ever17中優和沙羅的學校)的學生。在無人的世界中統率著「幻象」，擁有領袖氣質的少女。個性自由奔放，不喜歡遭到束縛，也因此來到這個世界之後認為這裡才是真正的理想鄉，為此和志村俱樂部間有敵對的關係。
誕吾（Tango）CV：中村俊洋
「幻象」的一員，個性純樸誠實。經常和遊遊一起行動。
慎久郎（Shinkuro）
志村俱樂部的新任主宰。身上有著許多的謎團。

#### 鳴海側
伊野瀨 千里（Inose Chisato）CV：清水愛
在integral最上層前來搭救繆的神秘少女，同樣是理文六高的學生，也同樣有著Ψ。在integral的最上層和冥交戰了數回後重傷倒地，並中了冥的三發子彈，因此被送到一間醫院接受治療。
伊野瀨 御目賀（Inose Omega）CV：高橋直純
衝進千里的手術室裡的神秘少年。自稱失去了記憶，被鳴海和大手町發現之後就和他們一起行動。有點純情，被鳴海虧一下就會臉紅。
雪積 真琴（Yukizumi Makoto）CV：木川繪理子
鳴海的學妹，同屬公安12課。個性沉穩富有感情。自從在游泳池溺水被鳴海救起來之後，一直仰慕著她。事件當天，她傳給鳴海一封簡訊之後疑似自殺，為事件增添不少謎團。
大手町（Ōtemachi）CV：諏訪部順一
鳴海的同事，同屬公安12課，可以算是鳴海的學長。過去曾和鳴海交往過。個性直爽開朗不拘小節，但鳴海遭遇困難時也會突然現身幫助。
老大（Bosu，Boss）CV：大塚明夫
本名三島紘光，是公安12課的課長，「老大」則是下屬對他的稱呼。和鳴海是父女關係。心胸寬大，平常不為小事所動的他，一旦碰到和鳴海有關的事就會格外不放心。

### 實際情形
雅堂 鍊丸（Miyabidō Renmaru）CV：？？？/高橋直純（鳴海視點中）
5月20日在integral飯店的頂樓被冥追殺時由於和繆抱在一起，經由繆的精神融合看到了division，因此才來到了自我和識閾下分開24小時的Ａ世界。事件時為了潛入理文六高救出繆及舞菜，在千里的幫助下利用其弟御目賀的身份進入理文六高，但事後卻因此被鳴海誤認為御目賀。事件結束後，為了完成歷史，回到20年前的Ａ世界見到了當時仍是七歲的鳴海(舞菜)。由於鍊丸和繆回到現實世界後使在Ａ世界發生事件的結果在現世界中成真，因此鍊丸視角的第二天（21日）在integral tower上的事件對應鳴海視角開頭的事件。
三島 鳴海（Mishima Narumi）CV：？？？
原姓真稻（まいな，和舞菜同音）。七歲那年捲入了兒童路隊被巴士衝撞的交通事故，使得她的自我和識閾下分離，自我進入了Ａ世界（即是後來的舞菜）。失去自我的鳴海在十歲時受到雙親遭槍殺的刺激，產生了新的自我，救出了當時一歲的雙胞胎弟妹。事故之後被老大收養。鳴海視角開頭是5月21日，收到真琴短信後來到integral tower頂樓，見到誕吾（誤認為是鍊丸）冥、繆和千里（兩人互換了衣服）。
高江 繆（Takae Myū）CV：野中藍
鳴海的妹妹，冥的雙胞胎妹妹。是身為遺傳工程學專家的父親將NRM66反轉錄病毒植入受精卵後產下的雙胞胎之一。名字是其父親為了喚醒當時仍失去自我的鳴海而取的，寫做「海」。從出生沒多久就展現出超能力，被父親命名為Ψ，且發表了論文，但卻引來了雙親的殺身之禍。被鳴海救出後，和冥都被政府的秘密研究機關ASLOG收養加以研究，但隨著ASLOG的曝光而釋放。在那之後由高江家收養，並遇見了鍊丸。在事件中因為和千里交換了衣服而使鳴海誤認為是千里。
霧寺 冥（Kiritera Mei）CV：松風雅也
鳴海的弟弟，繆的雙胞胎哥哥。名字寫做「鳴」（日文版在鳴海得知之前一直顯示為“メイ”，而中文版則用“冥”代替之）。在被ASLOG釋放之後由霧寺家收養，成為了閾域的一員及Ψcliminal的帶領者。由於他和繆是唯二能夠自行在腦中播放具有和division相反作用的CODECS的人，對閾域來說是敏感人物，因此閾域命令他帶領Ψcliminal追殺繆。身上裝有竊聽器，因此不得不裝成壞人。在integral tower被炸後對鳴海道出事件真相。
舞菜（Maina）CV：佐藤利奈
鳴海在交通事故時和識閾下分離的自我。由於事故的嚴重衝擊，在Ａ世界裡的她雖然只經過兩星期，但她的識閾下卻已離開她20年；直到「大哥哥」出現之後，她的時間才繼續地用正常的速度前進。當時失去自我的鳴海的身邊突然出現NRM66的基因序列也是此時的「大哥哥」(即20年後的鍊丸)提出的。事件的三年前由於在Ａ世界遇到已經自然衰老到自我和識閾下分離的志村俱樂部主宰志村藏之助，被志村俱樂部深深吸引而接下了主宰的位置。隨後以20年後的自己的記憶為基礎，做出了許多精準的預言後吸引許多人加入志村俱樂部，因而引起公安12課的調查。鍊丸在故事開頭收到的短信是她發送的。
伊野瀨 千里（Inose Chisato）CV：清水愛
(第壹)日蝕計畫的成果，由ASLOG將NRM66反轉錄病毒植入受精卵而誕生的24個Ψclone之一，在其中排行第12，根據希臘字母的順序的名字是μ。由於和繆同音，原本是日蝕計畫中用來做為進一步研究的犠牲者，但由於一度被當時也在ASLOG的繆和冥給救出而對兩人（特別是繆）心懷感激。由於小時候的她很喜歡千里花，冥為她取了千里這個名字。原為閾域和Ψcliminal的一員，但知道要對繆不利之後脫離組織，並努力想救出繆。5月21日在integral tower頂樓為了保護繆，並救出其弟御目賀（其實是御目賀所設的陷阱），和繆互換衣服，卻因此使鳴海誤以為她是繆。
伊野瀨 御目賀（Inose Omega）
鳴海在現實世界所遇見的御目賀其實是鍊丸，由於看到了division，自我跳至24個小時前，因此一開始（鳴海路綫剛看到他時）的他是失憶的，後來逐漸得知自己身份後開始單獨行動。真正的御目賀則是以「誕吾」為假名的少年（詳見“誕吾”）。
星野 遊遊（Hoshino Yūyū）CV：小林優
一個月大時由於捲入真稻夫婦被殺的事件，雖然活了下來，但從此患有被稱做B sight的盲視的疾病，雖然視覺機能沒有問題，但是無法意識到自己能看見東西，但因為她和正常人一樣會下意識地對危險的東西做出反應，所以經常被人認為是在欺騙；也因為患有這種疾病，她並不識字。進入Ａ世界後才擁有了正常人的視力，因此成立“幻象”組織來維護Ａ世界。後來疑似因為division的刺激，使得腦內原本斷開的傳導線路活化，因而在現實世界中恢復了視力。
誕吾（Tango）CV：中村俊洋
真實身份是第24個Ψclone：伊野瀨御目賀(ω，Omega)。他是閾域的一員，也是「第貳日蝕計畫」的主持者。在鳴海到達integral tower最上層時由於人在現場，被鳴海誤以為他是鍊丸。曾兩度想殺死真琴，並在浴缸（Rev飯店612號房）刺傷真琴的頸動脈，用玫瑰補飲料模擬真琴的血液，且躲藏在浴缸底部。後來在Rev頂樓heaven的陽臺殺死了真琴。最後在Ａ世界的integral tower頂層被冥用三發橡膠麻醉彈打中後失去意識。
雪積 真琴（Yukizumi Makoto）CV：木川絵理子
閾域在公安12課裡的間諜。雖然身為閾域的一員，執行著「第貳日蝕計畫」，但由於和鳴海的感情使得她陷入兩難，因此在最後留下了和計畫有關的資料，並引導鳴海前去尋找。在ʃ路線中在現實世界被誕吾（御目賀）殺死，在Ａ世界中隨之消亡。消亡前由於舞菜（有鳴海的記憶）的勸說從心底放棄了殺死繆的任務，將短信發送到鳴海手機（就是遊戲開頭鳴海收到的短信）。另外，遊戲開始時，鍊丸視點中的女警其實是真琴而非鳴海。
大手町（Ōtemachi）CV：諏訪部順一
實際是公安內部的極秘組織公安六課的成員，名義上屬於公安12課。由於公安六課曾進行過有關Ψ的實驗，使得公安六課的成員和Ａ世界的舞菜有過接觸，因此公安六課成為了志村俱樂部中現實世界和Ａ世界的傳信者。大手町本人也因此一度和鳴海(舞菜的本尊)交往過。
慎久郎（Shinkuro）CV：諏訪部順一
實際上是RSD影像，是以大手町的樣子為本建立的。背後的操縱者則是實際上的志村俱樂部主宰舞菜。
老大（Bosu，Boss）CV：大塚明夫
20年前的交通事故中失去了當時做為導護媽媽的妻子及兒子，一度自暴自棄借酒澆愁，在三年後收養了同是事故受害者的鳴海之後才重新振作起來。第貳日蝕計畫事件之後為了阻止閾域的第參日蝕計畫（實行日期為2012年12月22日，影射2012年瑪雅預言，而第貳日蝕計畫只是它的“演習”）而在公安六課成立新的秘密組織Speciale，成員都是本次事件的相關人員：遊遊（隊長）、鍊丸、繆、千里、鳴海、大手町和冥。

## 製作人員
- 原案、劇本監修：打越鋼太郎
- 監督：若林健
- 人物設計：瀧川悠、bomi
- 背景美術：、他
- 音樂：阿保剛

## 主題曲
片頭曲：third bridge
作詞、作曲：志倉千代丸、編曲：上野浩司、歌：KAORI
片尾曲：
作詞、作曲：志倉千代丸、編曲：上野浩司、歌：KAORI

## 外部連結
- .   [2009-01-25]. （原始内容存档于2009-03-06）.（日語）
- 《12Riven -The Ψcliminal of Integral-》在視覺小說數據庫的頁面（英文）